# Gorouol
Le Gorouol est une rivière intermittente d'Afrique sahélienne qui coule au Burkina Faso et au Niger. C'est un affluent du fleuve Niger en rive droite.

## Géographie
Le Gorouol naît au Burkina Faso, dans la région de Dori, à l'est du pays. Il adopte rapidement une orientation allant du sud-ouest vers le nord-est en direction du territoire du Niger. Après avoir baigné la petite ville de Falagountou, il traverse la frontière nigérienne et se dirige dès lors vers le nord. Il baigne les localités de Fatatako, Borobon, Dolbel, Gountiéna et Wenzerbé, puis arrive à Yatakala. À cet endroit, il adopte la direction de l'est, baigne encore Bossé Bangou, Alcongui et Kolman, et se jette enfin dans le Niger au niveau de Fanfara, à une soixantaine de kilomètres en amont de la ville de Tillabéry.
C'est un cours d'eau intermittent qui ne coule que lors de la saison des pluies.

## Hydrométrie - Les débits à Alcongui
Le débit de la rivière a été observé pendant 32 ans (1957-1989) à Alcongui, localité située à une quarantaine de kilomètres du confluent avec le Niger . 
À Alcongui, le débit annuel moyen ou module observé sur cette période a été de 9 m3/s pour une surface prise en compte de plus ou moins 44 900 km2, soit la presque totalité du bassin versant de la rivière.
La lame d'eau écoulée dans le bassin n'atteint ainsi que le chiffre très faible de 6 millimètres par an.
Le Gorouol est un cours d'eau intermittent, fort peu abondant et très irrégulier. Il se retrouve totalement à sec de janvier à mai inclus, et seuls les mois de juillet à septembre offrent la certitude de ne pas le trouver à sec. Sur la durée d'observation de 32 ans, le débit mensuel minimal a été de 0 m3/s, niveau où le cours d'eau se retrouve cinq mois par an en moyenne, tandis que le débit mensuel maximal s'élevait à 237 m3/s.